# Lumbricus rubellus
Lumbricus rubellus o cuc de terra roig, és una espècie de cuc anèl·lid relacionat amb Lumbricus terrestris. Normalment és de color marró vermellós o viola vermellós, dorsalment iridescent i groc pàl·lid ventralment. Normalment fan de 25 a 105 mm de llargada amb uns 95-120 segments.

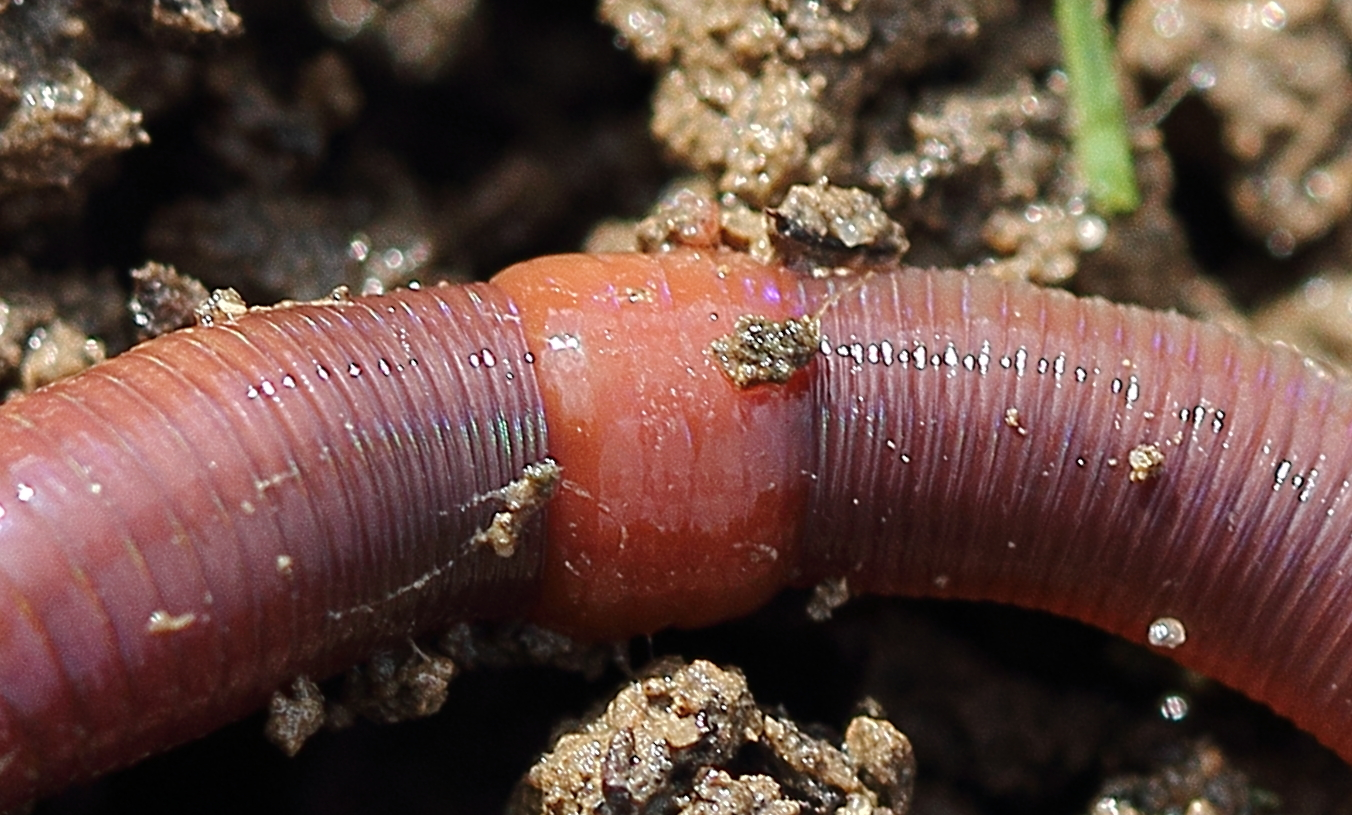
El clitel de L. rubellus es troba en els segments 26 a 32

## Hàbitat
Lumbricus rubellus de manera natural viu en sòla amb molta matèria orgànica i preferiblement amb fems (Edwards and Lofty 1972). Requereix un sòl tou per fer els forats i prou humit pel bescanvi dels gasos (Wallwork 1983).

## Paper en l'ecosistema
Lumbricus rubellus és un animal sapròfag que s'alimenta de matèria orgànica (Wallwork 1983). En l'ecosistema els cucs de terra com aquest incrementen la taxa de transferència entre els nivells tròfics fent que les plantes puguin accedir més fàcilment als nutrients. Són consumidors primaris.
La presència de ucs de terra com Lumbricus rubellus incrementen la concentració de la vitamina B₁₂ en el sòl. Per tant, s'incrementa el rendiment agrícola de l'ordi i de la matèria orgànica del sòl.

## Ús medicinal
En la medicina tradicional xinesa, els extractes de l'abdomen de Lumbricus rubellus es fan servir en un preparat anomenat Di Long, o Drac de terra per tractar el reüma i malalties de la sang.